# Lasino
Lasino är en ort och frazione i kommunen Madruzzo i provinsen Trento i regionen Trentino-Sydtyrolen i Italien. 
Lasino upphörde som kommun den 1 januari 2016 och bildade med den tidigare kommunen Calavino den nya kommunen Madruzzo. Den tidigare kommunen hade 1 340 invånare (2015).